# Voyage vers Agartha
Voyage vers Agartha (星を追う子ども, Hoshi o ou kodomo, sous-titré « Children Who Chase Lost Voices from deep below ») est un film d'animation japonais fantasy, réalisé et écrit par Makoto Shinkai, produit par CoMix Wave Films. C'est une œuvre d'aventure fantastique et de romance abordant les sujets de la mort et du deuil. 
Le film suit Asuna qui est une jeune fille solitaire et elle passe le plus clair de son temps dans son refuge, où elle cache la radio de son père. Un jour où elle cherche des fréquences à l'aide de son cristal, elle capte une chanson étrange, mais le signal se coupe. Lorsqu'elle retourne dans la montagne quelques jours plus tard, elle se fait attaquer par une étrange créature. Elle doit son salut à Shun, un garçon qui vient du monde souterrain d'Agartha. C'est alors qu'une aventure périlleuse vers Agartha commence.
Il est sorti le 7 mai 2011 au Japon où il est mis en vente en DVD et Blu-ray le 25 novembre 2011. En France, il est sorti directement en DVD le 4 juillet 2012 par Kazé.

## Synopsis
La jeune Asuna Watase a été forcée de grandir rapidement depuis la mort de son père, tandis que sa mère, infirmière, est souvent absente à cause de son travail à l'hôpital. Asuna passe son temps libre à jouer avec un récepteur à cristal que son père lui a offert qui émet une mystérieuse mélodie. Elle est accompagnée de son étrange petit chat roux Mimi.
Un jour, alors qu’elle traverse un pont, un monstre (Quetzalcóatl) apparaît soudainement et attaque Asuna qui est alors sauvée par un garçon inconnu qui accule le Quetzalcoatl avec un joyau étincelant. Le garçon révèle s’appeler Shun et Asuna panse sa blessure. Plus tard, ils écoutent tous deux la radio d'Asuna et Shun confie à la jeune fille qu'il vient d’une contrée cachée appelée Agartha. Il donne ensuite une bénédiction à Asuna en lui faisant un baiser sur le front. Elle part précipitamment et dit à Shun qu'elle reviendra le lendemain. Shun, désormais seul, regarde les étoiles et tombe du haut de la corniche sur laquelle il se trouvait.
À l'école, la maîtresse de classe d'Asuna, Mme Ikeda, part en congé maternité et la classe est confiée à un professeur remplaçant, M. Morisaki. Puis, Asuna apprend par sa mère qu'un garçon a été retrouvé mort dans la rivière, mais refuse de croire qu'il s'agit de Shun. M. Morisaki donne un cours sur un livre qui retient l'attention d'Asuna lorsqu'il mentionne Agartha, un pays souterrain. Après l'école, elle lui rend visite et l'interroge sur Agartha. Morisaki explique qu'il y a longtemps, lorsque l'humanité était jeune, elle avait besoin des conseils des Quetzalcoatls, qui les guidaient vers le droit chemin, jusqu'à ce que les humains mûrissent et n'aient plus besoin d'eux. Les Quetzalcoatls sont alors partis vivre sous terre avec quelques humains.
Asuna se rend ensuite dans sa cachette pour y trouver un autre garçon mystérieux qui ressemble à Shun et qui se tient sur la corniche. C'est alors qu'un groupe d'hommes armés, les « Archanges », apparaît et les attaque tous les deux. Le garçon mystérieux se cache dans une grotte avec Asuna, qu’il ouvre à l’aide d’un cristal appelé clavis. Ils rencontrent un Quetzalcoatl qui a perdu l’esprit et attaque le garçon. Il refuse de tuer le gardien, donne à Asuna son clavis et se bat. Les Archanges arrivent et tuent le gardien. Le commandant des Archanges capture Asuna et utilise le clavis pour ouvrir le portail vers Agartha. Le commandant et Asuna entrent dans le portail, suivis par le garçon. Une fois à l'intérieur, le commandant se révèle être M. Morisaki et le garçon dit être Shin, le jeune frère du défunt Shun. Morisaki explique que tout ce qu'il veut, c'est ramener sa femme, Lisa, d'entre les morts. Shin s’en va et Morisaki dit à Asuna qu'elle peut repartir, mais elle décide de l'accompagner. Ils entrent tous les deux dans le royaume par une entrée submergée de vita aqua. Une fois arrivés, ils découvrent dans le ciel un bateau volant appelé Shakuna Vimana, à bord duquel les dieux sont censés voyager. Ils suivent sa direction pour trouver la Porte de la Vie et de la Mort qui peut ramener les âmes des personnes décédées, accompagnés de Mimi qui s'était faufilée dans le sac à dos d'Asuna. En arrivant dans son village, Shin apprend qu'il a échoué dans sa mission de récupération des clavis, car Asuna est revenue sans le savoir avec un fragment de l'un d'entre eux lui venant de son père. Shin repart pour empêcher Asuna et Morisaki de faire des ravages à Agartha.
La nuit, Asuna est kidnappée par des monstres appelés Yi. Le lendemain, elle se réveille dans une ruine fermée et rencontre une petite fille muette nommée Manna. Elles tentent de s'échapper mais n'y parviennent pas. Le jour commence à s'assombrir et les Yi apparaissent, mais ils ne peuvent se déplacer que dans l'ombre. Shin, ayant senti le clavis d’Asuna, vient les sauver mais il est grièvement blessé par un Yi pendant leur fuite. Grâce à l'aide de Mimi, Morisaki les retrouve dans la rivière. Shin tente de récupérer le fragment de clavis qui appartient à Asuna mais il est trop faible pour se battre et Morisaki le vainc facilement. Asuna convainc Morisaki de l'emmener avec eux tandis qu’ils poursuivent leur route jusqu'au village d'Amoro, d'où Mana est originaire. Quelques soldats veulent d'abord les chasser du village, mais l'ancien du village et grand-père de Mana les convainc de les laisser entrer et leur offre un abri pour la nuit. Lorsque Morisaki et Asuna partent le lendemain, la jeune fille constate avec horreur que Mimi ne veut plus l'accompagner. Le jour même, Mimi meurt, ayant accompli sa mission de vie, et Mana confie son corps à un Quetzalcoatl qui absorbe Mimi.
Alors que Morisaki et Asuna sont déjà dans les montagnes, ils sont soudainement attaqués par les soldats d'Amoro. Shin surgit à l'improviste et se bat contre les soldats pour leur donner une longueur d'avance. Morisaki et Asuna arrivent devant un immense cratère. Alors qu’ils s'apprêtent à descendre vers la porte de la vie et de la mort, appelé Finis Terra, Asuna prend peur et reste en arrière. Elle confie son clavis à Morisaki qui lui laisse son pistolet. Pendant ce temps, Shin se bat contre les villageois et est sur le point d'être tué lorsque les villageois sentent que le cristal clavis est dans finis Terra. Ils laissent Shin errer sans but, après qu’il a trahi son pays. Asuna, suit les instructions de Morisaki et reste dans l'eau pendant la nuit pour échapper aux Yi. Elle marche sans but en se demandant pourquoi elle est venue à Agartha et finit par accepter qu'elle y est venue parce qu'elle se sentait seule. Soudainement, l'eau disparait et elle est attaquée par les Yi. Mais Shin arrive à nouveau à la sauver. Ils retournent au cratère après avoir vu Shakuna Vimana y descendre. Avec l'aide d'un Quetzalcoatl, qui s'y rend pour mourir, ils descendent.
Entre-temps, Morisaki est arrivé avec quelques blessures dans la vallée de Finis Terra. Au milieu de la vallée se trouve une grande sphère noire qui sert de portail. Morisaki le traverse et se retrouve sur une grande plaine où Shakuna Vimana atterrit et se transforme en un immense corps avec d'innombrables yeux. Morisaki souhaite que sa femme Lisa revienne à la vie, et l'âme de la défunte apparaît effectivement. Cependant, la divinité exige maintenant un corps que l'âme puisse occuper. C’est alors qu’Asuna et Shin entrent à leur tour dans le portail. Lorsqu'Asuna trouve Morisaki, l'âme de Lisa pénètre dans Asuna, ce qui pousse Shin à essayer de toutes ses forces de détruire le clavis, ce qu'il finit par faire. Avant de quitter le corps d'Asuna, Lisa dit à Morisaki de trouver le bonheur sans elle et Asuna se réveille. Morisaki, qui a perdu la vue pour avoir ramené sa femme à la vie, est dévasté et demande à Shin de le tuer. Mais Asuna le réconforte et parvient à le convaincre que la vie est une bénédiction malgré le deuil. Shin rend le clavis de son père à Asuna et elle retourne à la surface. Morisaki reste à Agartha avec Shin. Le film se termine sur Asuna qui se rend à sa cérémonie de remise des diplômes.

## Personnages principaux
- Asuna Watase (渡瀬 明日菜 (あすな), Watase Asuna) - Une jeune élève studieuse de 11 ans qui fréquente la classe de Madame Ikeda. Après la mort de son père, elle a reçu un petit cristal avec lequel elle fait fonctionner une radio. Grâce à sa radio, elle peut entendre des sons provenant du pays d'Agartha. Elle a été obligée de grandir rapidement à cause de la mort de son père et l'absence de sa mère. Asuna porte une jupe verte et un pull orange par dessus une chemise blanche à manches courtes ornée d'un foulard rouge. Elle porte de longues chaussettes blanches et est chaussée de baskets vertes. Ses cheveux brun foncé lui arrivent aux épaules et deux barrettes rouges décorent sa frange. Elle a les yeux bruns.
- Ryūji Morisaki (森崎 竜司 (りゅうじ), Morisaki Ryūji) - Professeur remplaçant d'Asuna qui connaît très bien Agartha. Il veut ramener sa femme, Lisa (リサ, Risa), d'entre les morts grâce au pouvoir de la Porte de la Vie et de la Mort. Il porte de fines lunettes argentées rectangulaires et a des cheveux brun foncé mi-longs. Ses yeux sont gris.
- Shun Canaan Preases (しゅん) - Un mystérieux garçon de 14 ans originaire du pays d'Agartha auquel Asuna s'attache après qu'il la sauve d’un Quetzalcoatl. Il a de longs cheveux bruns clairs et porte une chemise blanche et un pantalon noir. Il a les yeux verts.
- Shin Canaan Preases (しん) - Le jeune frère de Shun qui a été envoyé par son village pour récupérer le cristal clavis laissé à la surface par Shun et protéger le portail d’Agartha. Il porte une tenue d'Agartha blanche à bords bleu foncé et une cape brune. Shun ressemble énormément à son frère mais il a les yeux bleus et les cheveux légèrement plus foncés. Il coupe ses cheveux avant de repartir de son village pour aller chercher Asuna et Morisaki.

## Distribution
Les voix françaises du film ont été doublées par la société Anaphi et la direction de doublage a été gérée par Benoît du Pac.
| Personnages           | Voix Japonaises | Voix Françaises    |
| --------------------- | --------------- | ------------------ |
| Asuna Watase          | Hisako Kanemoto | Lucille Boudonnat  |
| Ryuji Morisaki        | Kazuhiko Inoue  | Nicolas Djermag    |
| Shin                  | Miyu Irino      |                    |
| Shun                  | Miyu Irino      |                    |
| La mère d'Asuna       | Fumiko Orikasa  |                    |
| Mana                  | Rina Hidaka     |                    |
| Le vieux Sage         | Tamio Oki       | Jean-Claude Sachot |
| Lisa                  | Sumi Shinamoto  |                    |
| Mme.Ikeda             | Risa Mizuno     |                    |
| Seri                  | Kanae Ito       |                    |
| Mimi                  | Junko Takeuchi  |                    |
| Yuu Yazaki            | Yûna Inamura    |                    |
| Capitaine de la garde |                 | Luc Boulad         |

## Développement
Makoto Shinkai passe l'année 2008 à Londres, après l'achèvement de 5 Centimètres par seconde. Il rentre au Japon en 2009 pour commencer à travailler sur son prochain projet. Shinkai publie deux dessins conceptuels pour ce film en décembre 2009 et note que la plupart de ses œuvres de la dernière décennie étaient des histoires sur des personnages qui doivent se séparer de ceux qui leur sont chers, mais il voulait pousser ce thème plus loin et voulait traiter plus spécifiquement de la façon de surmonter la perte d’un proche.
En novembre 2010, il révèle des informations essentielles sur Voyage vers Agartha, telles que le titre, le résumé de l'intrigue, la date de sortie et une bande-annonce. Comme pour ses précédents films, Shinkai est le réalisateur ainsi que le scénariste. Takayo Nishimura a conçu les personnages et supervisé le processus d'animation. Takumi Tanji a assuré la direction artistique et le compositeur Tenmon a de nouveau collaboré avec Shinkai ; c'est aussi sa dernière collaboration avec le réalisateur.
Avant la sortie du film en mai 2011, les adaptations en manga devaient commencer à être publiées en série en avril 2011 dans le premier numéro du nouveau magazine Monthly Comic Gene et dans Monthly Comic Flapper, tous deux publiés par Media Factory,.

## Réalisation
La réalisation des décors, si chers au réalisateur, gagne en réalisme cette fois et les paysages du films sont « absolument superbes, chatoyants et vivants »,.